# 永興 (前秦)
永興（えいこう）は、五胡十六国時代、前秦の君主苻堅の治世で使用された元号。357年6月 - 359年5月。

## 西暦・干支との対照表
| 永興 | 元年  | 2年   | 3年   |
| 西暦 | 357年 | 358年 | 359年 |
| 干支 | 丁巳  | 戊午  | 己未  |